# ولسوالی اجرستان
ولسوالی اجرستان یکی از ولسوالی‌های ولایت غزنی، به مرکزیت سنگر در جنوب خاوری افغانستان است. حدود ۱۷۷۳ کیلومترمربع مساحت و جمعیت آن در سال ۱۳۹۹ حدودبیش از ۶۹٬۰۲۸ نفر می‌باشد.
بیش از نود در صد ساکنین این ولسوالی را پشتون‌ها تشکیل می‌دهند. که‌ساکنان‌بومی‌آن‌راکه‌هزاره‌هابودندرادرحدودسال‌های۱۲۵۹الی۱۲۸۰کوچانده‌ومسکن‌گزین‌شدند

## جغرافیا

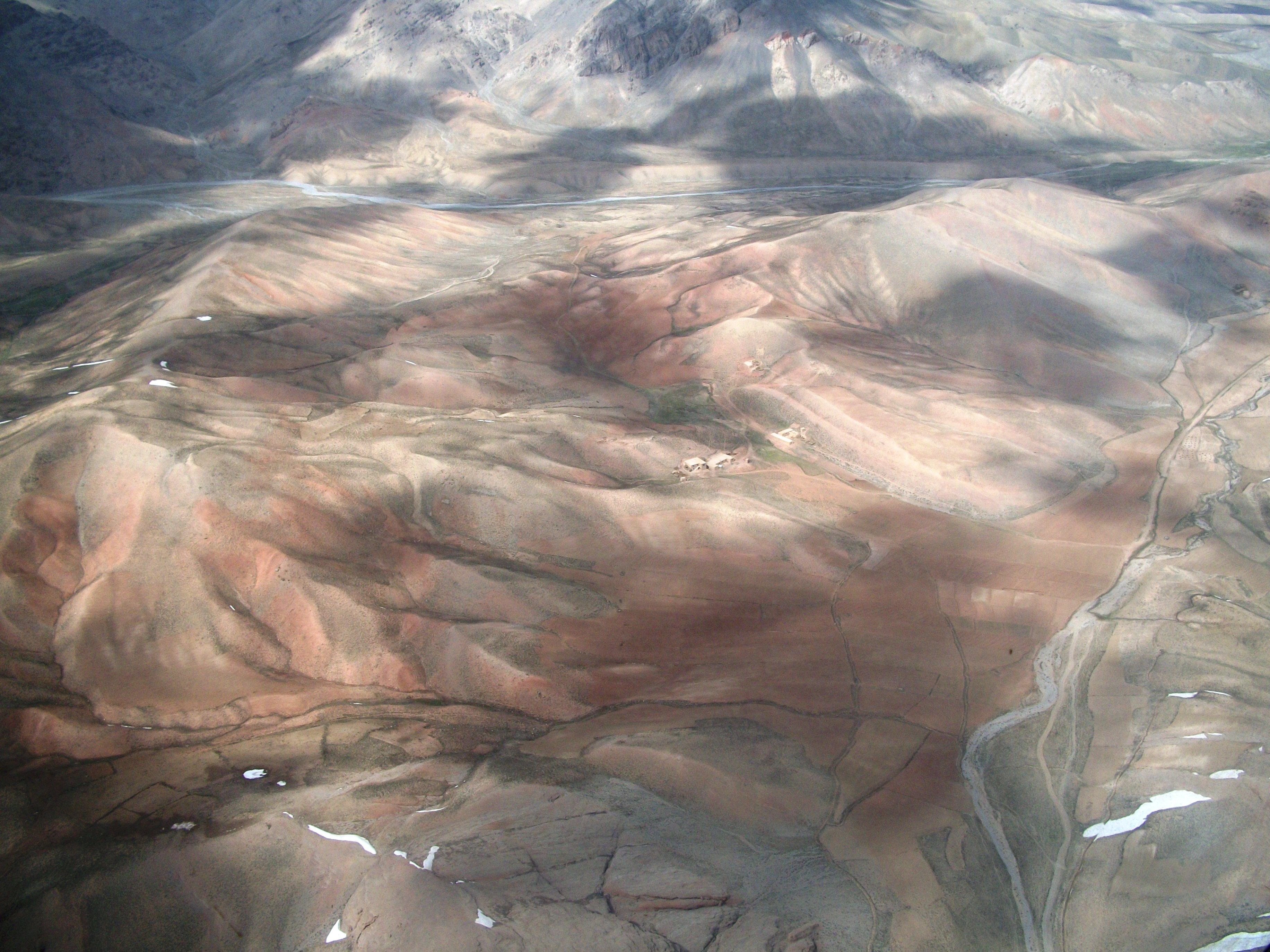
تصویری ماهواره‌ای از ولسوالی اجرستان

ولسوالی اجرستان از شمال با ولایت دایکندی، از غرب با ولایت اروزگان، از جنوب با ولسوالی مالستان و از غرب با ولسوالی ناور همسایه است.
| ژ                                                   | ف         | م        | آ        | م       | ژ       | ژ       | آ       | س       | اُ       | ن        | د        |
| ۳۴ ۹− ۱۴−                                           | ۸۱ ۵− ۱۵− | ۷۱ ۱۰ ۷− | ۱۱۲ ۲۱ ۰ | ۲۰ ۳۱ ۷ | ۵ ۳۸ ۱۲ | ۱ ۳۹ ۱۴ | ۶ ۳۷ ۱۴ | ۱۳ ۳۴ ۹ | ۳۷ ۲۵ ۳ | ۵۰ ۱۲ ۴− | ۱۶ ۱ ۱۱− |
| میانگین بالاترین و پایین‌ترین دما به مقیاس سانتیگراد |           |          |          |         |         |         |         |         |         |          |          |
| بارندگی به مقیاس میلی‌متر                            |           |          |          |         |         |         |         |         |         |          |          |
| منبع: Climate-Data.org                              |           |          |          |         |         |         |         |         |         |          |          |

| مقیاس فارنهایت و اینچ                              | مقیاس فارنهایت و اینچ | مقیاس فارنهایت و اینچ | مقیاس فارنهایت و اینچ | مقیاس فارنهایت و اینچ | مقیاس فارنهایت و اینچ | مقیاس فارنهایت و اینچ | مقیاس فارنهایت و اینچ | مقیاس فارنهایت و اینچ | مقیاس فارنهایت و اینچ | مقیاس فارنهایت و اینچ | مقیاس فارنهایت و اینچ |
| -------------------------------------------------- | --------------------- | --------------------- | --------------------- | --------------------- | --------------------- | --------------------- | --------------------- | --------------------- | --------------------- | --------------------- | --------------------- |
| ژ                                                  | ف                     | م                     | آ                     | م                     | ژ                     | ژ                     | آ                     | س                     | اُ                     | ن                     | د                     |
| ۱٫۳ ۱۶۷                                            | ۳٫۲ ۲۳۵               | ۲٫۸ ۵۰۱۹              | ۴٫۴ ۷۰۳۲              | ۰٫۸ ۸۸۴۵              | ۰٫۲ ۱۰۰۵۴             | ۰ ۱۰۲۵۷               | ۰٫۲ ۹۹۵۷              | ۰٫۵ ۹۳۴۸              | ۱٫۵ ۷۷۳۷              | ۲ ۵۴۲۵                | ۰٫۶ ۳۴۱۲              |
| میانگین بالاترین و پایین‌ترین دما به مقیاس فارنهایت |                       |                       |                       |                       |                       |                       |                       |                       |                       |                       |                       |
| بارندگی به مقیاس اینچ                              |                       |                       |                       |                       |                       |                       |                       |                       |                       |                       |                       |

| ژ                                                   | ف         | م        | آ        | م       | ژ       | ژ       | آ       | س       | اُ       | ن        | د        |
| ۳۴ ۹− ۱۴−                                           | ۸۱ ۵− ۱۵− | ۷۱ ۱۰ ۷− | ۱۱۲ ۲۱ ۰ | ۲۰ ۳۱ ۷ | ۵ ۳۸ ۱۲ | ۱ ۳۹ ۱۴ | ۶ ۳۷ ۱۴ | ۱۳ ۳۴ ۹ | ۳۷ ۲۵ ۳ | ۵۰ ۱۲ ۴− | ۱۶ ۱ ۱۱− |
| میانگین بالاترین و پایین‌ترین دما به مقیاس سانتیگراد |           |          |          |         |         |         |         |         |         |          |          |
| بارندگی به مقیاس میلی‌متر                            |           |          |          |         |         |         |         |         |         |          |          |
| منبع: Climate-Data.org                              |           |          |          |         |         |         |         |         |         |          |          |

| مقیاس فارنهایت و اینچ                              | مقیاس فارنهایت و اینچ | مقیاس فارنهایت و اینچ | مقیاس فارنهایت و اینچ | مقیاس فارنهایت و اینچ | مقیاس فارنهایت و اینچ | مقیاس فارنهایت و اینچ | مقیاس فارنهایت و اینچ | مقیاس فارنهایت و اینچ | مقیاس فارنهایت و اینچ | مقیاس فارنهایت و اینچ | مقیاس فارنهایت و اینچ |
| -------------------------------------------------- | --------------------- | --------------------- | --------------------- | --------------------- | --------------------- | --------------------- | --------------------- | --------------------- | --------------------- | --------------------- | --------------------- |
| ژ                                                  | ف                     | م                     | آ                     | م                     | ژ                     | ژ                     | آ                     | س                     | اُ                     | ن                     | د                     |
| ۱٫۳ ۱۶۷                                            | ۳٫۲ ۲۳۵               | ۲٫۸ ۵۰۱۹              | ۴٫۴ ۷۰۳۲              | ۰٫۸ ۸۸۴۵              | ۰٫۲ ۱۰۰۵۴             | ۰ ۱۰۲۵۷               | ۰٫۲ ۹۹۵۷              | ۰٫۵ ۹۳۴۸              | ۱٫۵ ۷۷۳۷              | ۲ ۵۴۲۵                | ۰٫۶ ۳۴۱۲              |
| میانگین بالاترین و پایین‌ترین دما به مقیاس فارنهایت |                       |                       |                       |                       |                       |                       |                       |                       |                       |                       |                       |
| بارندگی به مقیاس اینچ                              |                       |                       |                       |                       |                       |                       |                       |                       |                       |                       |                       |